# Област Аида
Област Аида (јап. 英田郡) Aida-gun се налази у префектури Окајама, Јапан. 
2003. године, у области Аида живело је 31.845 становника и густину насељености од 79,65 становника по км². Укупна површина је 399,83 km².

## Вароши и села
Област Аида се састоји од следећих села: 
- Нишиавакура

## Историја
Пре 31. марта 2005. године у област Аиду су били укључени:
- Аида
- Хигашиавакура
- Мимасака (варош)
- Нишиавакура
- Охара
- Сакуто

На тај дан, сви осим  вароши Нишиавакура спојили су се да формирју нови град Мимасака.